# Osa pulchra
Osa pulchra är en måreväxtart som först beskrevs av D.R.Simpson, och fick sitt nu gällande namn av Annette Aiello. Osa pulchra ingår i släktet Osa och familjen måreväxter. Inga underarter finns listade i Catalogue of Life.